# ABBA: The Movie
ABBA The Movie es una película acerca del viaje del grupo sueco ABBA alrededor de Australia en su tour de 1977. Fue dirigida por Lasse Hallström, quien también dirigió la mayoría de los videos musicales del grupo. El relanzamiento de la película en formato DVD coincidió con el relanzamiento del álbum de ABBA The Album, que también fue lanzado al mercado en 1977. Fue estrenada el 12 de diciembre de 1977 en Estocolmo, Suecia.

## Argumento
La película comienza cuando Ashley Wallace (Robert Hughes), un conductor de un programa de radio, es enviado por su jefe (Bruce Barry) a conseguir una entrevista con el grupo ("No una entrevista, sino un diálogo" dice el jefe), a pesar de que Ashley no tiene idea de cómo los va a entrevistar, además de que la entrevista se transmitirá el día en que ABBA se vaya de Australia.
Ashley comete una serie de errores, pero aun así con su grabadora en mano, persigue al grupo por todo el país metiéndose en líos con su guardaespaldas (Tim Oliver); mientras su jefe cada vez más exasperado, lo amenaza con despedirlo si no consigue esa entrevista. Con un golpe de suerte, el grupo se hospeda en el mismo hotel que Ashley, quien consigue arreglar una entrevista cuando se encuentra con el mánager del grupo, Stig Anderson. Desafortunadamente se queda dormido y no llega a tiempo a la entrevista. 
Resignado a estar desempleado, por coincidencia al entrar al elevador se encuentra al grupo y por fin consigue la preciada entrevista. Después de correr apresutadamente, Ashley llega a la estación de radio justo a tiempo y se dispone a transmitir la entrevista a toda Australia.

## Reparto
- Benny Andersson – Benny
- Agnetha Fältskog – Agnetha
- Anni-Frid Lyngstad – Anni-Frid
- Björn Ulvaeus – Björn
- Robert Hughes – Ashley
- Bruce Barry – Jefe de Ashley
- Tom Oliver – Guardaespaldas/camarero/taxista
- Stig Anderson – Mánager de ABBA
- Bosse Norling – Tourmanager de ABBA
- Lena Andersson Hubbard – Vocalista
- Lena-Maria Gårdenäs-Lawton – Vocalista
- Maritza Horn – Vocalista
- Ulf Andersson – Músico
- Ola Brunkert – Músico
- Lars Carlson – Músico
- Anders Eljas – Músico
- Wojciech Ernest – Músico
- Malando Gassama – Músico
- Rutger Gunnarsson – Músico
- Finn Sjöberg – Músico
- Lars Wellander – Músico

## Canciones presentadas
Las canciones presentadas en la película son principalmente de los conciertos que ABBA ofreció en Australia, además de algunas grabaciones de estudio. Algunas canciones fueron editadas para ser mostradas en la película.
- "Please Change Your Mind" (instrumental - interpretada por Nashville Train)
- "Hole In Your Soul" (solo introducción)
- "Tiger"
- "S.O.S."
- "Money, Money, Money"
- "He Is Your Brother"
- "Intermezzo No 1"
- "Waterloo"
- "Mamma Mia"
- "Rock Me"
- "I've Been Waiting For You"
- "Stoned" (instrumental)
- "The Name Of The Game"
- "Ring-Ring" (solo el coro)
- "Why Did It Have To Be Me?"
- "When I Kissed The Teacher"
- "Get On The Carousel"
- "I'm A Marionette"
- "Fernando"
- "Dancing Queen"
- "So Long"
- "Eagle"
- "Thank You For The Music"

## Lanzamiento en medios domésticos
ABBA The Movie fue relanzada en formato DVD el 26 de septiembre de 2005, en dos versiones: una normal, y otra de edición limitada con diversos extras:
- 1. ABBA The Movie - volviendo al pasado. Lasse Hallström, Benny Andersson y Björn Ulvaeus en una conversación con Carl Magnus Palm, en la ciudad de Nueva York, el 12 de junio de 2005

- 2. Galería de fotos del Tour por Europa y Australia 77

- 3. Galería de fotos del grupo

- 4. Tráiler de ABBA The Movie (original)

- 5. Comercial de televisión anunciando la llegada de The Album el "nuevo" disco de ABBA

En 2007 la película fue lanzada en formatos HD DVD y Blue Ray Disc, con los mismos extras.

## Premios
El DVD de ABBA The Movie ganó un Grammy Sueco en la categoría "Mejor DVD de Música" en el 2006.